# Міхаел Марія
Міхаел Мадіоніс Матео Марія (нід. Michaël Madionis Mateo Maria, нар. 31 січня 1995, Керкраде, Нідерланди) — нідерландський футболіст, півзахисник національної збірної Кюрасао.

## Клубна кар'єра
Народився 31 січня 1995 року в місті Керкраде. Вихованець юнацьких команд футбольних клубів «Інтернос», ПСВ, «Вітесс» та «Бохум».
У дорослому футболі дебютував 2014 року виступами за команду клубу «Бохум-2», в якій провів один сезон, взявши участь у 19 матчах чемпіонату.
2015 року був переведений до складу першої команди «Бохума». Відіграв за основний склад команди наступний сезон своєї ігрової кар'єри.
2016 року уклав контракт з клубом «Зонненгоф Гросашпах», у складі якого провів наступний рік своєї кар'єри гравця.
До складу клубу «Ерцгебірге Ауе» приєднався 2017 року. Протягом року зіграв лише один матч у лізі і перебрався до складу нідерландського «Твенте».
2019 року переїхав до США, підписавши контракт з клубом «Шарлотт Індепенденс», який виступає у другій за силою лізі країни. Зігравши 6 матчів, перебрався на інший континент — в Австралію до складу клубу «Аделаїда Юнайтед».
28 січня 2021 року підписав контракт з нідерландською «НАК Бреда».

## Виступи за збірну
2015 року дебютував у складі національної збірної Кюрасао в матчі проти Монтсеррату. Наразі провів у формі головної команди країни 12 матчів.
У складі збірної був учасником розіграшу Золотого кубка КОНКАКАФ 2017 року у США.

## Титули і досягнення
- Переможець Карибського кубка: 2017
- Володар Кубка Австралії (1):

«Аделаїда Юнайтед»: 2019